# J'accuse...!
J'accuse...!, Ik beschuldig...!, is een open brief waarmee schrijver Émile Zola in 1898 in Frankrijk de Dreyfusaffaire in een nieuwe fase bracht. Het pamflet heeft een grote invloed gehad op de Franse geschiedenis.

## Publicatie
Zola schreef zijn open brief aan de president van de Republiek, Félix Faure, naar aanleiding van de veroordeling van de volgens hem onschuldige officier Alfred Dreyfus, die van joodse afkomst was. Het proces voor de krijgsraad was achter gesloten deuren gevoerd, en Zola wilde met zijn brief een openbare rechtszaak afdwingen.
Het betoog van Zola verscheen op 13 januari 1898 op de eerste twee pagina's van L'Aurore, de krant van Georges Clemenceau. De laatste alinea's beginnen elk met de woorden J'accuse gevolgd door de namen van een aantal hooggeplaatste autoriteiten, onder wie twee ministers van oorlog, de hele generale staf van het leger en de leden van de krijgsraad. De hoofdredacteur liet het opschrift J'Accuse...! boven de brief zetten.
Zola werd door de Minister van Oorlog gedagvaard wegens laster, precies de bedoeling van Zola. In een afgeladen rechtszaal was de hele pers vertegenwoordigd, vijandig tegenover Zola maar gedwongen te luisteren naar zijn argumenten. Met zeven tegen vijf stemmen verklaarde de jury Zola schuldig aan laster. Hij werd veroordeeld tot een geldboete en een gevangenisstraf, die hij ontliep door in afwachting van zijn hoger beroep en vrijspraak voor een jaar uit te wijken naar Groot-Brittannië.

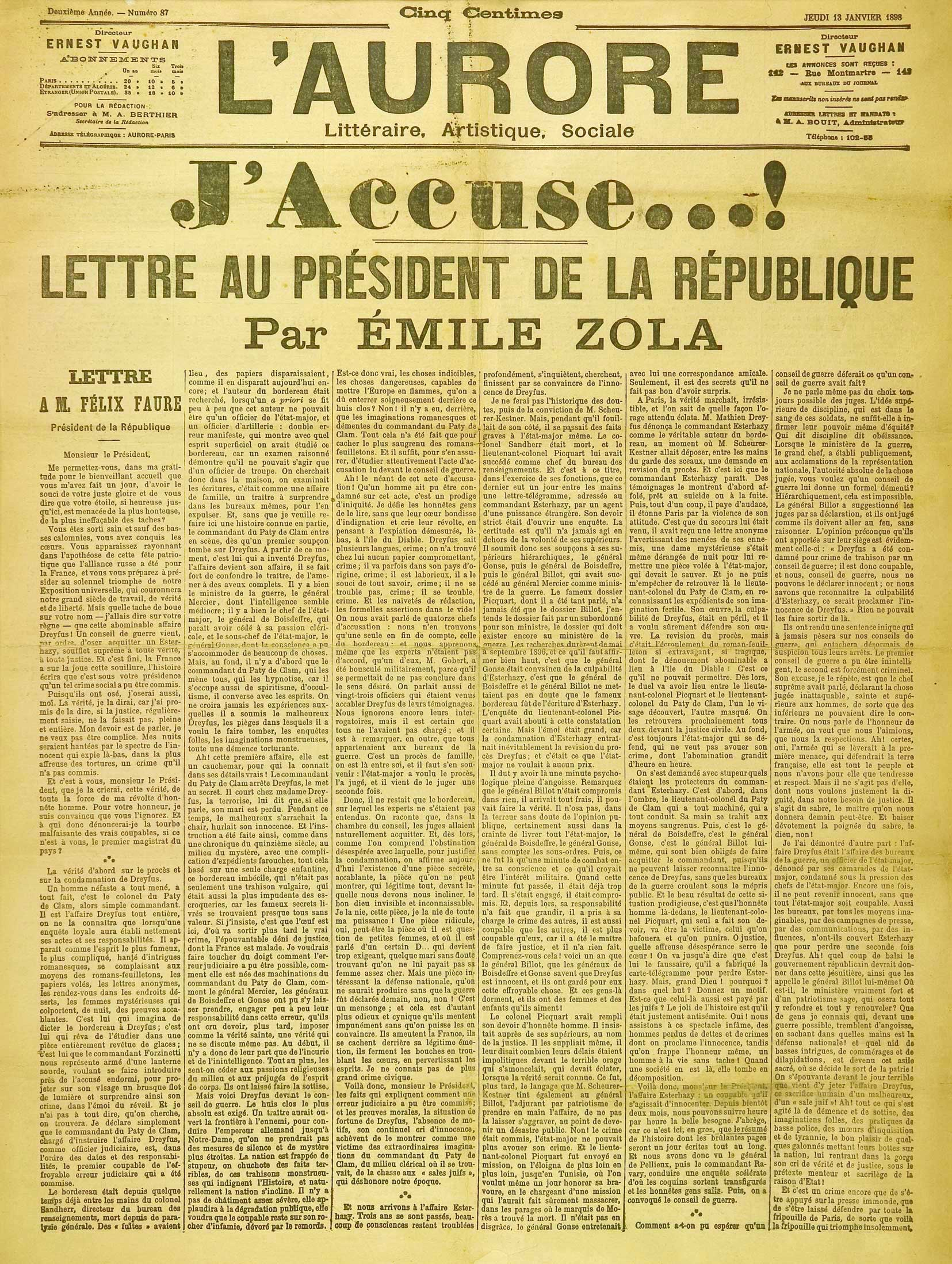
Voorpagina van L'Aurore van 13 januari 1898. De brief vult ook nog een deel van de tweede pagina.